# Época amateur del Club Deportivo Guadalajara
Se conoce como Época Amateur al período que abarca entre 1906 y 1943, desde la fundación del Club Deportivo Guadalajara hasta la profesionalización del fútbol mexicano y la formación de la Liga mayor. Con 13 títulos durante este período, el Guadalajara se convirtió en el equipo más ganador de la época amateur de primera fuerza de Jalisco, le siguieron el Nacional con siete y el Atlas con cinco. También se lograron títulos individuales como es el caso de Eugenio Charpenel, Guillermo Enríquez Simoni, Salvador Palafox, Salvador Suárez y Anastasio Prieto quienes consiguieron el campeonato de goleo, este último en dos ocasiones; Charpenel lo logró en 1909, Enríquez Simoni en 1910, Palafox en 1911, Prieto en 1922 y 1923, y Suárez en 1938.
Títulos del CD Guadalajara en la Era Amateur
| Temporada | Campeón     | Subcampeón          |
| --------- | ----------- | ------------------- |
| 1908-09   | Guadalajara | Atlético Occidental |
| 1909-10   | Guadalajara | Liceo de Varones    |
| 1911-12   | Guadalajara | Liceo de Varones    |
| 1921-22   | Guadalajara | Atlas               |
| 1922-23   | Guadalajara | Atlas               |
| 1924-25   | Guadalajara | Nacional            |
| 1927-28   | Guadalajara | Nacional            |
| 1928-29   | Guadalajara | Nacional            |
| 1929-30   | Guadalajara | Nacional            |
| 1932-33   | Guadalajara | Latino              |
| 1934-35   | Guadalajara | Atlas               |
| 1937-38   | Guadalajara | Nacional            |

Datos obtenidos de futbolmexicano.org ÉPOCA AMATEUR - LIGA DE OCCIDENTE
En esta época el Guadalajara jugaba en contra de equipos como el Atlético Occidental, Excélsior, Iturbide, Liceo de Varones, Cuauhtémoc, Atlas, Oro, Nacional, Morelos, Colón, Río Grande, Rastro, SUTAJ, Latino, Alianza, Victoria, Nuevo Unión, Standard, Águila, Ciudad de México, Tigres, Occidente, Veloz, etcétera. Fue en esta misma época que surgieron las primeras rivalidades, al principio había cierta competencia con los seminaristas del Club Liceo, pero con la fundación del Atlas (1916), fue que nació la rivalidad más añeja del fútbol mexicano (El Clásico Tapatío). 
Así también fue en esta época que se empezaron a forjar las primeras figuras rojiblancas, empezando por los hermanos Orozco, después los hermanos Prieto que marcaron esta época con su idiosincrasia, Gerónimo que cuando no pudo seguir jugando formó el Colegio de Árbitros; "Tacho" que fue un buen mediocampista con excelente tiro de media distancia y que lograría ser campeón de goleo, y Fausto, el portero que debutó a los 14 años y que llegó a ser invitado a incorporarse al famoso Necaxa de los "Once hermanos", más adelante llegaría Max pero eso ya sería en la época profesional.

## Los primeros torneos
El Guadalajara empezó su participación en torneos organizados con el inicio de la llamada Liga de Occidente, que se fundó en el año de 1908, siendo uno de sus pioneros organizadores junto al Atlético Occidental y el Liceo de Varones. En estos primeros años también participó en otros torneos como la Copa Reforma ganada en 1911.
A nivel amateur el Guadalajara conquistó 13 campeonatos, aunque algunas fuentes indican que fueron 12 los títulos logrados en esta instancia, siendo la temporada 1923-24 la que se encuentra en duda. El primero de los títulos es conquistado en la misma primera Liga de Occidente en la campaña 1908-09, el equipo que lo logró estaba formado por Edgar Everaert, Alfonso Cervantes, Joaquín Nieto, Miguel Murillo, Gregorio Orozco, Eugenio Charpenel, Calixto Gas, Agustín Arce, Carlos Luna, Adolfo Orozco, Zenén Orozco, Max Woog y Rafael H. Orozco, dejando en la orilla al Atlético Occidental. Una temporada después (1909-10) el Guadalajara lograría el bicampeonato con el mismo equipo, esta vez dejando como subcampeón al Liceo para varones, ratificándose así como el mejor equipo en los inicios del fútbol en Jalisco.
Fue al finalizar la segunda temporada cuando la Revolución estalló de manera definitiva, lo cual mermó un poco el entusiasmo por la liga, ya que muchos de los llanos donde se jugaba fútbol se habían convertido en campos de batalla. Fue en ese entonces que el Guadalajara empezó a practicar en los campos ubicados donde se encuentra actualmente el "Círculo Francés" y que entonces le llamaban "campo de las bases chicas".
A pesar de las dificultados, se jugó la liga 1910-11 y los campeones fueron los seminaristas del Club Liceo de Varones de Guadalajara, quienes se convertirían en los primeros grandes contrincantes de los rojiblancos, y con quienes encarnaron los que muchos consideran el primer Clásico Tapatío. 
Un año después Guadalajara lograría quitarle el título al Liceo y volvería a proclamarse campeón, sin embargo los seminaristas volverían a ganar un bicampeonato los siguientes dos torneos, dejando al Guadalajara en la orilla en las dos ocasiones y quedándose únicamente con el premio de subcampeón, seguido por los equipos Excélsior, Morelos, Eclair y Colón. En aquel plantel subcampeón de 1912 a 1914 se encontraban jugadores como Jesús Salazar, Salvador Marín, Miguel Macías, Everardo Espinosa, Gregorio y Salvador Orozco, José Espinosa, Antonio Medina, Salvador Palafox, Julio Bidart, Jesús Orozco y el siempre recordado capitán Ángel Bolumar.
Fue tal la superioridad del Liceo en esas dos temporadas, que también logró romper la hegemonía que había impuesto el Club Guadalajara logrando los títulos individuales de goleo de 1908 a 1911 con Eugenio Charpenel, Guillermo Enríquez Simoni y Salvador Palafox. Agustín Valenzuela y Daniel Benítez, quienes marcaron seis goles en cada torneo regular; fueron los seminaristas que consiguieron el título de goleo individual.
Aunque Gregorio Orozco, entonces presidente de la liga, luchó para conservarla, ante la carencia de canchas, los estragos que ocasionó la Revolución, la carencia de jóvenes que practicaran el fútbol y las muchas dificultades que surgían por todos lados, hicieron que la liga tuviera que suspenderse por dos temporadas. 
De 1914 a 1916 el fútbol jalisciense se vio obligado a tener un receso, fue Ramón J. Fregoso que había sido nombrado presidente rojiblanco en 1915, quien se decidió a reorganizar el fútbol y que durante su gestión, nació el clásico más apasionante del fútbol tapatío, y el llamado clásico más antiguo del fútbol mexicano, el Guadalajara - Atlas.

### Regreso a las actividades
El club trabajó para su recuperación después de una suspensión de actividades por espacio de dos años, se organizó el equipo de baseball para volver a los eventos deportivos. Después de algunas sesiones preliminares el 5 de agosto de 1916 se logró designar a José F. Espinosa como mánager y como capitán de campo a Norberto Orozco.
Inmediatamente se inscribieron los jóvenes deportistas Pantaleón Orozco, Sabino López, Joaquín Rosada, Isidoro Orozco, Juan Menchaca Manjarrés, Adrián Gallegos, Pedro orozco, Carlos Gómez Vaca, Gregorio Espinosa, Salvador Orozco, Germán Klingheman, Ángel Bolumar y otros. Se citó a todos para selección y primeros entrenamientos en las bases chicas, al oriente de la ciudad de Guadalajara.

## La década de los 1920s
Después de cinco temporadas dominadas por el Atlas y sus hermanos del Colón, en la década de 1920s el equipo pudo recuperar su lugar como campeón, ganando un tetracampeonato de 1921 a 1925. Después se pasó la estafeta a una nueva camada de jugadores que destacaron al final de la década de los 20s, jugadores como Fausto Prieto, Ignacio "El Calavera" Ávila, "La Venada" Alatorre, Lorenzo "La Yegua" Camarena, "Titlas" Valencia, Juan Vázquez, Jesús Aceves, "El Perro" Huerta, Hilario "El Moco" López y Tomás "El Poeta" Lozano.
Los campeonatos de Primera Fuerza de las temporadas 1927-1928, 1928-1929, 1929-1930 fueron ganados por el Guadalajara hábilmente dirigidos por Everardo Espinosa, alineando a futbolistas de la categoría de Fausto y Anastasio Prieto, Eliseo Orozco, Jesús Arias, Daniel "Chompas" Huerta, los "Sanchos" Jesús y Rodolfo Herrera, Isidoro Rodríguez "El Chihuahua", Gabriel Aceves, Tomás "El Poeta" Lozano, Luis Reyes, Ignacio "Calavera" Ávila, Luis "Pichojos" Pérez, Evaristo Cárdenas, entre otros.

### Guadalajara ACJM
Al finalizar la temporada de la liga de occidente en abril de 1920, el Guadalajara pasó por una crisis futbolística que llevó a una baja moral tanto en los directivos como en los jugadores, al grado que el cuadro rayado estuvo a punto de desaparecer.
Por tal motivo el cuadro de las colonias tuvo que recurrir a los equipos de las barriadas para reclutar nuevos prospectos y llenar sus fuerzas básicas, jugadores como Daniel "Chompas" Huerta y su hermano Higinio "Perico" Huerta fueron reclutados de equipos como el de la Frutería Corona, para unirse al primer equipo rayado, reclutando también a los jóvenes de la Acción Católica, por lo cual el club rayado tomó la denominación de «Club Deportivo Guadalajara A.C.J.M.» (Asociación Católica de la Juventud Mexicana).
La reestructuración de los guadalajaristas les dio mayores bríos y una nueva etapa de triunfos llegaría al club. Eventualmente con el tiempo el Club quitaría el acrónimo de la Asociación Católica de su nombre oficial, para la temporada 1921-1922 jugarían simplemente como «Club Deportivo Guadalajara».

### Copa Centenario
En el año de 1921 se llevó a cabo en la Ciudad de México, un torneo organizado por el gobierno del entonces presidente Álvaro Obregón con el fin de conmemorar el primer centenario de la Independencia de México. Este torneo intervino para salvar al fútbol mexicano, que atravesaba por un mal momento y peligraba por rencillas incontroladas.
El país estaba saliendo de una guerra civil intensa, en ese momento lo que la gente buscaba era paz y el fútbol fue uno de los medios para conseguirla. Lo que se pretendía era organizar un torneo de alcance nacional por así decirlo, se encomendó a la Liga Mexicana de Fútbol de Aficionados para que dirigiera el torneo y se llamó mandar a 12 equipos de los más representativos de la época, entre ellos el Guadalajara y el Atlas que representarían a Jalisco.
La lista final de equipos quedó conformada de la siguiente manera, participarían 12 equipos de los cuales seis serían de provincia: Iberia de Córdoba, Sporting de Veracruz, A.D.O. de Orizaba, Guadalajara, Atlas y Pachuca AC. Mientras que los nueve restantes serían equipos de la capital del país, representando a la colonia española: Real Club España y Club Asturias, representado a la colonia británica: Reforma AC, representando a la colonia francesa: L'Amicale Francaise, representando a la colonia alemana: Germania FV, y completando la lista el Luz y Fuerza, México FC, América y el Morelos.
La disputa por la copa comenzó el domingo 7 de agosto de 1921 con el partido entre el Asturias y el América. Al arribar la delegación del Guadalajara a la capital del país, varios cientos de tapatíos radicados en la Ciudad de México se dieron cita en la estación Buenavista, con curiosidad de admirar de cerca al grupo de jugadores que por primera vez se presentaba en canchas del Distrito Federal.
Un día después, 14 de agosto de 1921, el Parque España lugar de la competencia nacional fue rebasado en su capacidad por miles de aficionados que por primera vez en la historia gozarían el magnífico platillo futbolero "capital contra provincia", encuentros que según decreto oficial serían a eliminatoria sencilla.
Las horas transcurrieron y los directivos del Club Guadalajara no recibían información del resultado del juego entre el Guadalajara y el Amicale, en su desesperación por conocer el resultado asistieron a la llegada del tren nocturno, con la esperanza de recabar noticias entre algunos de los pasajeros que posiblemente hubiesen asistido al partido, información que fue recabada y resultó desalentadora, los rayados cayeron con marcador de 4 goles a 3 por lo tanto quedaban eliminados del torneo.
Veinticuatro horas después la delegación rojiblanca pisó suelo tapatío, notándose el enfado del entrenador José Espinosa, no por el resultado del juego, sino por la mala intención de los encargados del torneo, quienes por principio de cuentas en lugar de enviar 16 pasajes solo proporcionaron 10, incluso ya en la capital el grupo fue enviado a un hotel de cuarta categoría.
La mala noticia sobre el descalabro del Guadalajara se esparció por toda la ciudad, así como las declaraciones de Espinosa, por lo cual los directivos rojinegros que viajaron después tuvieron la oportunidad de exigir mejores condiciones para viajar y de estancia. 
Aunque el Guadalajara no tuvo en sí un buen torneo ya que fue eliminado en primera ronda por L'Amicale Francaise, esté es recordado como el primer torneo en el que el Guadalajara se enfrentó a equipos distintos a los de la Liga de Occidente, además sirvió para que varios jugadores tapatíos se dieran a conocer en la Ciudad de México, y los equipos capitalinos empezaran a observar la capacidad de éstos en la cancha. Al final del torneo el Real Club España se alzó con la copa. Algunas fuentes periodísticas de la Ciudad de México indicaron que el Guadalajara fue el que había conseguido la tercera posición del campeonato.

### Temporada 1921-1922: El regreso de un título
La liga inició el 12 de diciembre de 1921 en el campo de las colonias, el partido principal fue Guadalajara contra los celestes del Colón, con un preliminar entre el Atlas B contra el Latino, el resultado final de esa primera jornada arrojaría un marcador de Guadalajara 1, Colón 0, con tanto anotado por el interior izquierdo Antonio Villalvazo. Las alineaciones aquel día fueron las siguientes:
Guadalajara: Juan Rodríguez, Ángel Bolumar, Daniel Huerta, José Arias, Gerónimo Prieto, Jesús Aceves, Ignacio de la Peña, Anastasio Prieto, Higinio Huerta, Antonio Villalvazo y Juan Billón.
Colón: Regino de la Peña, Pedro Morale, Ignacio Razo, Roberto Vidal, Ignacio Rodrigo Noriega, Salvador Morales, Francisco Cueva, Luis Fierro, Daniel Gómez, Ignacio Nájar y Roberto Morales.
Para la jornada 2 Guadalajara enfrentaría al Atlas en una edición más del Clásico Tapatío, para esta ocasión el equipo rojiblanco saldría con la misma alineación que el partido pasado, mientras que por Atlas salieron los siguientes jugadores: Michel, García, Ulloa, Adrián Lecanda, Miguel Verea, A. Agredano, Anselmo Martínez, José González Núñez, Roberto Lecanda, Juan José Cortina y Federico Collignon. El marcador fue un 2-1 a favor del Guadalajara, con dos goles de Anastasio Prieto para Chivas y un tanto de Miguel Verea por Atlas.
Los rayados, crecidos por su reciente triunfo sobre el Atlas y con cociente de 4 puntos, buscarían conservar el primer lugar al terminar la primera vuelta enfrentándose a los albinegros del Veloz, el partido terminó con un 0-0 que dejó al Guadalajara con 5 puntos en la cima de la tabla.
Después de empatar con Atlas a 0 tantos en el comienzo de la segunda vuelta, el domingo 5 de febrero de 1922 con unas tribunas casi vacías, el Guadalajara enfrentó al Colón que se puso en ventaja por medio de un gol de Cueva. Para la segunda mitad un gol de Anastasio Prieto y otro de Villalvazo dieron la vuelta al marcador y el triunfo al Guadalajara de 2-1.
Fue entonces que el domingo 19 de febrero, en las avenidas Unión y Del Bosque se citaron miles de aficionados para observar el partido Guadalajara - Veloz, el árbitro del encuentro fue el Sr. Welcker quien dio el silbatazo inicial a las 16:30, durante el primer tiempo el dominio fue rojiblanco pero se irían 0-0 a descansar. Para la segunda mitad, al minuto 12, una vez más "Tacho" Prieto anotaba para el Guadalajara, sobre el final el Veloz logró empatar a un tanto, pero el empate le bastaba al Guadalajara para coronarse campeón una vez más después de 9 años.

### Copa Covadonga
Para 1922 se organiza en la Ciudad de México un nuevo torneo, la Copa Covadonga, la cual fue disputada por 7 equipos, los cuales se encontraban divididos en 2 grupos. En un grupo se encontraban los 3 equipos de origen español, el España, el Asturias y el Aurrerá; mientras que en el segundo grupo se encontraban el México, el Pachuca, el Atlas y el Guadalajara.
Los ganadores de cada grupo fueron España y México, y en la final los hispanos derrotaron al México 5-0 para ganar la primera copa en medio de una paz total.

### Temporada 1922-1923: El Bicampeonato
El domingo 12 de noviembre de 1922 en la pradera de El Paradero se dio la bienvenida a la familia futbolera tapatía, entre un alboroto generado por bandas de música, ruido de cencerros y gritos de guerra de todos los bandos, siendo más constantes los hurras de la porra albiverde del Nacional. A las 15 horas ante un lleno imponente el señor Carlos Aldrete haciendo escuchar su silbato, inició el gran desfile que encabezaron los campeones del Guadalajara, seguidos del Atlas, Veloz, Colón y finalmente el Nacional.
La primera jornada se empezó a jugar a las 16 horas, el árbitro Aldrete hizo desalojar el terreno y se llamó a los jugadores del Guadalajara y el Veloz para disputar el primer partido, terminando con empate a un gol.
El 3 de diciembre se disputó el Guadalajara contra Colón, el Guadalajara lograría una abultada victoria de 5 a 0 sobre un Colón que solo contó con 9 hombres por la falta de los hermanos Anastasio y Salvador Morales, siendo Filemón Ramírez el árbitro del encuentro.
La tercera jornada estaría adornada por el Clásico Tapatío, se realizó en plena víspera de Nochebuena, el 24 de diciembre con un lleno imponente. El Guadalajara permanecía en lo alto de la tabla mientras que el Atlas se encontraba de sotanero, y al final el resultado fue un 2 a 1 a favor del Guadalajara.
El final de la primera vuelta se dio el 14 de enero, con una entrada récord se enfrentaron el Guadalajara campeón y el Nacional. El encuentro fue todo un espectáculo pues en el primer tiempo los verdes llevaron la batuta en el campo y en el marcador un gol por cero, pero en la segunda mitad la casta guadalajarista salió a relucir poniendo en sosiego a los crecidos nacionales y endilgándoles de paso un marcador final de 3 goles a 1.
El apasionante fútbol reanudó sus acciones, iniciando la segunda vuelta del campeonato oficial de 1922-1923 con el cotejo Guadalajara contra Veloz el 21 de enero de 1923 en el que fue claramente superior el cuadro Guadalajarista al vencer a los albinegros por 3 goles a 0.
El 11 de febrero el Guadalajara disputó la sexta fecha contra el Colón, resultando de este partido una bronca tan escandalosa, que no se había visto algo parecido desde 1915, jugadores y público de ambos equipos se fueron a los golpes después de una jugada en la que el delantero Anastasio Prieto le fracturó la pierna al pelotero albiazul Luis Rosales, esta acción calentó el ánimo y fue factor principal del resultado de empate a cero goles ya que después del accidente todos jugaron nerviosos y precavidos, sin descontar la notable actuación del arquero del Colón, Regino de la Peña, que a la postre fue paseado en hombros por los fanáticos.
Para la siguiente fecha se jugaría el Clásico Tapatío, Guadalajara contra Atlas, los Rayados contaban con 10 puntos y los rojinegros con 7, faltando solo 2 partidos para llegar al final del torneo. El domingo 4 de marzo la casona de El Paradero se convirtió en la sede de un apasionante encuentro que contó con la presencia del entonces primer mandatario de México el general Álvaro Obregón.
Durante el juego, el Guadalajara tomó la iniciativa en el marcador, anotando por medio de Anastasio Prieto desde tiro de castigo. Minutos después el mismo Prieto anotaría el dos por cero. En el segundo tiempo Atlas lograría descontar el marcador por conducto de Luis Fierros y poco después en tiro penal Francisco Cueva empató el marcador a dos goles.
En los minutos finales Atlas se lanzó con todo al ataque pero no lograría marcar el gol de la victoria, por lo que con el empate sacado como visitante, el Guadalajara aseguraba el título de campeón de liga por segundo año consecutivo, los jugadores que lo consiguieron fueron: Juan Rodríguez, Ángel Bolumar, Daniel Huerta, Jesús Aceves, Jesús Arias, Juan Billón, Anastasio Prieto, Gerónimo Prieto, Higinio Huerta, Villalvazo y De la Peña.
El 25 de marzo se jugaría la última fecha del torneo para el Guadalajara, que en esta ocasión enfrentaría al Nacional, equipo que cuyo arrastre taquillero se volvió a reflejar en las tribunas del parque del Paradero. Los albiverdes buscaban abollar la recién obtenida corona del Guadalajara y vengar el 3-1 recibido en la primera vuelta del torneo, y así fue, el Nacional desempeñándose de gran manera sobre la cancha logró superar al Guadalajara por marcador de 3 a 0, ante fenomenal bronca que fue marco del fin de la fiesta del torneo.
Tabla final torneo 1922-23
| Equipo      | JJ | JG | JE | JP | GF | GC | PTS |
| ----------- | -- | -- | -- | -- | -- | -- | --- |
| Guadalajara | 8  | 4  | 3  | 1  | 16 | 8  | 11  |
| Atlas       | 8  | 4  | 2  | 2  | 12 | 6  | 10  |
| Nacional    | 8  | 3  | 3  | 2  | 10 | 7  | 9   |
| Colón       | 8  | 2  | 2  | 4  | 4  | 13 | 6   |
| Veloz       | 8  | 1  | 2  | 5  | 4  | 12 | 4   |

### Temporada 1923-1924: El Tricampeonato
El calendario de juegos a regir durante el campeonato oficial de 1923-1924 se dio a conocer a toda la afición mediante los diarios informativos, tocando abrir el telón a las oncenas del Guadalajara contra el recién nacido Marte.
El domingo 4 de noviembre la frondosa y bella Colonia Reforma se vistió de gala pues la afición de todos los sectores de la ciudad se volcó sobres sus avenidas para presenciar el encuentro y conocer las nuevas instalaciones del club en Unión y Bosque, inaugurando la cancha de fútbol, los baños y el salón de recepciones.
Antes de que el árbitro Francisco Cuevas diera el silbatazo inicial del encuentro, el recto defensa de los rayados Ángel Bolumar, salió al centro del campo para anunciar su despedida de las canchas, retirada ocasionada por los años y más que nada por una reciente fractura. Después del emotivo acto el encuentro se puso en movimiento con jugadas enjundiosas por ambos cuadros, a cuyos elementos el público premio con repetidos aplausos, choque nivelado que después del tiempo reglamentario registró el primer empate de la justa, siendo el marcador un 1 a 1 que dejaría sorprendidos a todos.
Para la segunda jornada el Guadalajara vencería al Colón por marcador de tres goles a uno, y después se haría un receso en la liga para dar oportunidad al Guadalajara de disputar una serie de partidos contra el Sonora-Sinaloa, y al Atlas que jugaría contra el América, cotejos que darían realce a los festejos de la Gran Feria de Jalisco, sin embargo los disturbios revolucionarios echaron todo por tierra ya que el traslado de los peloteros de la Ciudad de México a Guadalajara se hizo imposible y por lo tanto el comité de festejos cambio los partidos a Atlas contra Nacional y Guadalajara contra Marte, ganando Guadalajara y Atlas respectivamente.
El campeonato oficial reanudó su marcha el 23 de diciembre con una goleada del Atlas al Colón, después el Guadalajara le ganaría al Nacional por marcador de 4 a 3. La primera vuelta terminaría con el Guadalajara en la punta con 3 ganados y 1 empate, seguido de los rojinegros del Atlas que contaban con 2 ganados y 1 empate.
La segunda vuelta del torneo se puso en movimiento y el Guadalajara superaría al Marte por marcador de 2 a 0, este partido marcaría el final definitivo de Ángel Bolumar, quien regresó a las canchas pero fue fracturado de nuevo teniendo que abandonar de por vida el fútbol.
En lo último jornada el triunfo del Atlas sobre el Marte hizo que el Guadalajara pudiera conseguir el título de liga, ya que si los muchachos del Algodonal le ganaban a los rojinegros hubieran empatado al Guadalajara con 10 puntos en la tabla final y habría que jugarse un desempate, pero el Atlas hizo valer su estancia como local y logró sacar el empate a un gol.

### Primera serie Guadalajara-Ciudad de México en el Deportivo Guadalajara
La revuelta armada había calmado un poco sus ímpetus sanguinarios, dando margen al pueblo mexicano al descanso anual de Semana Santa. Arribaron a la ciudad de Guadalajara cientos de veraneantes, de los cuales la mayoría iba de paso a las saladas aguas del Pacífico mexicano y otras al bello y romántico lago de Chapala, destacándose entre los asiduos "chapalecos" la delegación futbolera del once capitalino Sonora-Sinaloa, que con anterioridad ya había sido invitado por los campeones del Guadalajara.
El jueves 17 de abril de 1924 la feligresía tapatía inició sus deberes religiosos desde las primeras horas, unos por el calor sofocante y otros para poder asistir sin preocupación al magno cotejo, el primero de la serie entre capitalinos y los rayados del Guadalajara, siendo el premio para el vencedor la Copa Fábricas de Francia, donada por la tienda departamental de ropa.
Poco antes de iniciarse el espectáculo el bello y pintoresco campo del Deportivo Guadalajara presentaba un marco alegre y animado, lleno imponente en todas las localidades, incluso en los balcones de las casas particulares contiguas a la cancha de juego. A las 16 horas en punto, el árbitro Luis Fierros llamó a juego a los peloteros, que ya habían saltado sobre la cancha ante ensordecedora gritería, siendo la alineación del Guadalajara la siguiente: Rafael Navarro, Jesús Arias, Daniel Huerta, Francisco Aguirre, Juan Billón, José Guerrero, Gerónimo Prieto, Alfonso Carranza, José González, Anastasio Prieto e Higinio Huerta. Mientras que por los gualda y negro del Sonora-Sinaloa salieron Óscar Bonfiglio, Rafael Garza Gutiérrez, Agustín Ojeda, Leobardo Maruri, Roberton Jardón, Enrique Esquivel, Juan Marrón, Gaspar Vallejo, Adeodato López, José Caire y Ernesto Ríos, dejando en la banca a Roberto Antillón, Ernesto Díaz, Carlos Sota, Andrés Estrada, Raúl González, Adalberto Aguirre y José Antonio Camacho.
Como se ve la formación visitante lucía bien reforzada con elementos del América y del Guerra y Marina, los cuales ya habían visitado Guadalajara, pero el Guadalajara sin inmutarse y recordando sus viejas glorias de campeón del Occidente logró sacar el empate a un gol. 
Dos días después se realizó el segundo encuentro de la serie, los metropolitanos abirgando mayor confianza e incluso con mejor condición física, alinearon el mismo cuadro anterior, logrando superar a los rayados taparíos por dos goles a uno, acercándose con ello a la consecución del bello trofeo en disputa.
El tercer encuentro se realizó el 20 de abril de 1924, la vigila cuaresmal había finalizado y por lo tanto aumentó el número de asistentes al Deportivo Guadalajara, para observar el desenlace de la serie. Los visitantose viéndose en ventaja en la serie reforzaron su defensa con un jugador de apellido Estrada, que mandaron traer de la capital del país, por lo que los Guadalajaristas mandaron llamar para reforzar su causa a Juan Rodríguez quien estaba fuera de la ciudad, y a Cubeiro, Aguirre y P. García del subcampeón Marte del Algodonal.
El partido se dio en una sola tónica, con cargas para ambas porterías, siendo más angustiosas para el lado visitante pero con grandes atajadas de Óscar Bonfiglio. Las manecillas del reloj devoraban números, cuando poco antes de llegar al tiempo reglamentario intempestivamente se escuchó el ruido del silbato cuando el árbitro central marco una pena máxima, por lo que los iracundos jugadores capitalinos optaron por retirarse de la cancha como señal de protesta, solo Bonfiglio se quedaría en la cancha quien no pudo parar el penal, después de esto el árbitro espero el tiempo reglamentario para que regresaran los jugadores del Sonora-Sinaloa, al no regresar declaró ganador al Guadalajara.
Debido a que la serie quedó empatada se tenía que jugar un partido para desempate ese mismo día, los jugadores del Son-Sin seguían sin intenciones de jugar, por lo que Óscar Bonfiglio salió a informárselo al árbitro central, el cual ordenó esperar el tiempo reglamentario una vez más y al no presentarse el equipo capitalino declaró ganador al Guadalajara por default, quedándose así con la Copa en juego.
En esa forma tan desagradable dinalizó una serie que inició hermosa, siendo la primera de los rayados del Guadalajara en su propia casa contra onces capitalinos, pero que a la poste perdió en la bruma debido a la falta de espíritu deportivo de los vanidosos e intocables peloteros metropolitanos.

### Temporada 1924-1925: El tetracampeonato
El 16 de octubre de 1924 en el local de la Asociación de Fútbol (Sociedad Mutualista de Empleados de Comercio), tomó posesión la nueva mesa directiva que regiría los destinos futbolísticos para el período de 1924-1925, siendo lo siguiente: Presidente Carlos Aldrete (Atlas), Secretario José F. Espinosa (Guadalajara), Vicepresidente y primer vocal José González Núñez (Atlas), subsecretario y tercer vocal Francisco de la Cueva (Nacional), cuarto vocal Francisco Aguirre (Marte).
Después de rendir protesta los nuevos jerarcas se dio lectura de varios asuntos de verdadera importancia, concentrándose la atención al contenido del oficio enviado por los dirigentes del Deportivo Colón en el cual anunciaban su retiro del fútbol y daban gracias a la organización por lo recibido a lo largo de dieciocho años de lucha deportiva, dejando su lugar al Alianza. La programación deportiva se hizo y se propuso el partido Guadalajara-Atlas para inaugurar el torneo, organizándose también el desfile inaugural en el cual los equipos serían acompañados de sus respectivas madrinas.
Para dar final al protocolo, después de unas palabras del presidente de la liga el señor Aldrete, la señorita Chelo Inzunza reina del Nacional, dio el puntapié inaugural. El terreno fue desalojado quedando únicamente los cuadros del Guadalajara y el Atlas, siendo las alineaciones:
- Guadalajara: Guzmán, Arias y G. Prieto, Aceves, Pellat y A. Prieto, Carranza, Aceves, H. Huerta y González.
- Atlas: Michel, Agredano y Guerrero, M. del Campo, Guerrero y García, Palafox, Amador, L. Fierros, Martínez y Anselmo.

Después de un partido intenso, el partido terminaría con triunfo rojinegro por marcador de tres goles a dos. Ocho días después, el 23 de noviembre el Nacional venció al Alianza 2 a 1 y la lucha por el campeonato empezó a apretarse y pronto ocurriría un hecho que marcó a la liga, durante un encuentro entre el Atlas y el Alianza, el cual ganó el conjunto rojinegro por marcador de 2 a 0, se registró una bronca en la que el jugador aliancista Alfonso Rodríguez fue agredido, muriendo dos días después a causa de este golpe, al final el infractor Luis Fierros del Atlas fue liberado de cualquier acusación.
La clasificación al final de la temporada estaba muy cerrada, el Guadalajara y el Atlas con siete juegos se encontraban empatados a 10 puntos, quedando solo un partido por disputar, mientras que al Nacional le quedaban 2 juegos y acumulaba un total de 9 puntos. Atlas y Nacional se enfrentaron en la siguiente jornada y los albiverdes se alzaron con el triunfo quedando así con 11 puntos y quitando de cualquier posibilidad al Atlas de coronarse.
El duelo final fue entre Guadalajara contra Nacional, Chivas tenía 10 puntos y a Nacional le bastaba con el empate para coronarse. El duelo se realizó el domingo 5 de abril y el público desbordo el estadio, incluso antes del encuentro se presentaron una serie de incidentes con los soldados que hacían guardia alrededor del campo, debido a que el empuje de la multitud fue bastante, se arrolló a soldados armados y entonces por accidente se disparó una carabina por lo cual los soldados empezaron a disparar al viento en medio de la avalancha de gente, siendo este asunto resultó por los mismos jugadores del Deportivo Guadalajara.
A las cuatro y diez minutos de la tarde los capitanes de los equipos recorrían el campo para ponerse de acuerdo en la designación del árbitro, se habían hecho proposiciones de Camba y de Hernández, pero fueron deshechas por los capitanes, eligiendo al señor Guévara, un joven de la Ciudad de México que se encontraba de viaje por Guadalajara y que dijo era jugador de fútbol del Colegio Militar.
Después de intensos momentos del primer tiempo, el primer gol se registró para el Guadalajara y fue de Anastasio Prieto quien recibió la pelota a pase de "El Chato" Aceves, superando a Ávila el portero del Nacional. El empate caería hasta el segundo tiempo, después de que Fausto Prieto perdió el balón en una jugada que culmina el "Zuavo" jugador del Nacional y a partir de ese momento el dominio paso a manos de los albiverdes.
Tiempo después en una llegada de la ofensiva guadalajarista el árbitro marca un penal, los del Nacional mostrando su descontento deciden abandonar el campo con excepción de Francisco Fierros que simplemente se queda recargado en el poste de la portería que defendía Arias que ya había abandonado el terreno, Anastasio Prieto se encargó de ejecutar el penal pero Fierros ingreso al campo y lo tapó. Después de esta acción los jugadores regresaron y al poco tiempo el árbitro dio por terminado el partido. 
El empate le daba el título al Nacional, sin embargo los jugadores rojiblancos no aceptaron esta decisión arbitral y la apelaron, enfatizando que cuando Anastasio Prieto ejecutó el penal, Francisco Fierros sin ser el arquero en funciones y encontrándose atrás del marco intervino para interrumpir las acciones violando las reglas.
El asunto fue atendido por la Asociación de Fútbol, donde hubo opiniones divididas y ambos equipos tuvieron partidarios, por lo que el asunto tuvo que pasar a la jurisdicción de terceras personas de mayor criterio, siendo los señores Trinidad Agredano, Maximiliano Prieto y Fernando Díaz, miembros del Colegio de Árbitros los que decidirían. El 21 de abril la Asociación acordó por unanimidad, que el partido se repetiría el día 17 de mayo, contando con el apoyo de los dos equipos.
El juego se llevó a cabo en el día mencionado, las 4:15 de la tarde era la hora pactada en la que los jugadores de ambos equipos ya se encontraban en el campo, haciendo las funciones de árbitro el señor Hernández. Las alineaciones fueron:
- Guadalajara: F. Prieto, D. Huerta, Arias, J. Aceves, G. Prieto, Pellat, Aceves, A. Prieto, Carranza, González y H. Huerta.
- Nacional: A. Ávila, L. Camarena, R. Fierros, Benavides, López, García, Zúñiga, Valencia, Alatorre, D. Gómez y J. Vázquez.

La primera mitad terminó sin goles, con un ligero dominio de los del barrio de Mexicaltzingo. Al poco tiempo de iniciado el segundo tiempo se marca un penal a favor del Nacional, el cual fue ejecutado de manera pésima, pegando el balón en el poste, esta acción sacó fuerzas de flaqueza en el grupo rojiblanco, el cual empezó a invadir la parcela de los del Nacional.
Higinio "El Perico" Huerta sacó un disparo a la portería que pegaría en el travesaño, volviendo al campo de juego donde fue rematada por Carranza anotando así el primer y único gol rojiblanco, suficiente para coronarse campeones una vez más.

### Temporada 1925-1926: A dos puntos del título
El domingo 15 de noviembre de 1925, la gente aficionada al fútbol de los cuatro sectores de la ciudad de Guadalajara, comentó con entusiasmo los acontecimientos publicados en las columnas de los diarios matutinos, gente del centro, de las colonias, de los barrios bajos de Mexicaltzingo, Oblatos, el Algodonal y de las Barranquitas, comentaban sobre el próximo inicio de la competencia oficial de 1925-1926 en la parcela del Guadalajara con el partido Guadalajara contra Nacional.
Antes del partido se dio la tradicional inauguración, que en esta ocasión fue breve pero emotiva dejando ver desfilar a las oncenas del Guadalajara, Nacional, Atlas, Marte, Alianza y el Latino. Alfredo Agredano, árbitro del partido, dio por iniciadas las acciones al poco tiempo de ser despejada la cancha, terminando las acciones con un buen empate a dos goles por bando. La alineación del Guadalajara estaba conformada de la siguiente manera Fausto Prieto en la portería, Jesús Arias y Daniel Huerta en la defensa, Juan Billón, Pellat y Rodríguez en el mediocampo, González, Carranza, J. Aceves, Anastasio Prieto y "El Perico" Higinio Huera en la delantera.
Con el transcurso de los domingos, el Nacional se fue afianzando en la punta de la tabla de posiciones llegando invicto a la penúltima jornada, que se disputó el 9 de mayo de 1926 cuando enfrentó al Atlas que contaba con 13 puntos, mientras que el Nacional llevaba 15. El partido terminó 3 goles a 2, a favor de los albiverdes del Nacional, con lo que se colocaban con 17 puntos y al Guadalajara le fue imposible alcanzarlo, terminando con 15 puntos y el subcampeonato.

### Temporada 1926-1927: Se pierde el título en la última jornada
El domingo 10 de octubre a muy temprana hora los fijadores de propaganda iniciaron su labor colocando unos carteles en las esquinas de las calles de Guadalajara, e inclusive aparecieron anuncios desplegados en las publicaciones de información cotidiana con el siguiente texto: "Acontecimiento Deportivo - Hoy domingo 10 de octubre serán abanderados los teams de Primera Fuerza de la Federación Deportiva Occidental de Aficionados (Atlas, Guadalajara, Reforma, Atlante y Oro) además se presenta el bicampeón del Distrito Federal, América, para una serie de tres encuentros: (Domingo 10 campo Guadalajara, lunes 11 campo Atlas, martes 12 campo Guadalajara) contra una Selección Guadalajara-Atlas".
A las 15:30 horas en punto, las dianas se dejaron oír al hacer su aparición en forma ordenada y luciendo sus uniformes los equipos Guadalajara, Atlas, Atlante, Reforma y Oro, miembros de la Federación Deportiva Occidental de Aficionados, 87 jugadores que fueron recibidos con calurosos aplausos por los aficionados.
La iniciación del campeonato oficial se retrasaba, debido a la división en dos bandos del fútbol de Jalisco, al unísono los dos inaugurarían sus propios torneos con bastante reserva y titubeos, pues ambas directivas presas de pesimismo, no tenían el suficiente valor para iniciar las acciones, la razón estribaba en que el seno de la FDOA lucharían un Guadalajara y un Atlas con indiscutible potencia contra un trío de anémicos debutantes Oro, Atlante y Reforma, que obviamente no quitarían el sueño de los primeros. Mientras que por el bando de la Organización Favorita, el Nacional lucía como gran favorito sobre el Latino, Marte, Alianza, Favorita y Fortuna.
La inauguración del torneo se dio el 21 de noviembre en la parcela del Guadalajara en la colonia Reforma, con el partido Atlas contra Oro que terminaría 3 a 1 a favor de los rojinegros. Después de esta primera jornada, el Nacional publicó en los diarios locales una carta aclaratoria, anunciando su separación del grupo rebelde para adherirse al membrete reconocido por la FDOA, acto que causaría tal confusión que incluso algunos jugadores de equipos de la Organización Favorita como Ignacio Ávila y Luis "Pichojos" Pérez, del Marte pasaron al Guadalajara.
El primer partido del Nacional sería contra el Guadalajara en el Campo Rayado el domingo 5 de diciembre, terminando con un marcador de dos por uno. Tiempo después el Guadalajara perdería 2-0 con el Atlas y las hojas del calendario oficial fueron pasando paulatinamente ante el inusitado regocijo de la fanaticada rojinegra, pues el Atlas terminaría como líder de la primera vuelta con 8 puntos, seguido del Guadalajara y el Nacional con 6, el Oro con 3, el Reforma con 2 y el Atlante con 1.
Después de una serie de encuentros frente al Colo Colo, el torneo volvió a la normalidad y volvería a ser interrumpido por una visita del "Guerra y Marina". Las fechas siguieron transcurriendo, y después de un partido en beneficencia de los damnificados en Los Altos, Jalisco entre el Atlético Latino y el Club Deportivo Guadalajara, el torneo llegaría a su jornada final, con una tabla genera que lucía a un Atlas como primer lugar con 14 puntos, seguido por Guadalajara con 12 y el Nacional con 11, de lograr los rojinegros el empate en el marcador automáticamente se coronarían campeones.
Llegó el domingo 12 de junio ante el rebosante alboroto general de los aficionados que se apretujaron en la casona de El Paradero, donde de antemano ya se habían hecho los dispositivos para que al final del encuentro se honrará y vitoreará al grupo monarca rojinegro. El juego fue dirigido por el árbitro Nicéforo López, y el resultado final sería un tres a dos a favor del Guadalajara.
En esa misma jornada el Nacional lograría ganarle al Oro por marcador de cuatro a uno y para la siguiente lograría sacar una victoria sobre el Atlante, lográndole arrebatar el título al Guadalajara y Atlas quienes iban a disputar un desempate por el trofeo al estar igualados con 14 puntos.

### Temporada 1927-1928: El octavo título amateur
El torneo inició con una lluvia de goles, los resultados de la primera jornada Nacional 8 - Oriente 0, Guadalajara 3 - Atlas 0, dejaron ver con claridad, que al transcurso de las siguientes fechas la pelea por el título se concentraría entre los rojos y verdes, pero con perspectivas más optimistas para los jóvenes de la colonia Reforma, pues en el plantel del Nacional habían quedado huecos difíciles de resanar dejados por Hilario López y Miguel Alatorre, ya que ambos se habían unido al "Guerra y Marina", incluso la falta del delantero Daniel Gómez "El Zuavo" fallecido trágicamente.
Posteriormente la lucha por alcanzar honores entre los nueve equipos ligados fue dejando interesantes capítulos como el del 4 de diciembre en el campo Guadalajara donde los rayados derrotaron 1 a 0 al Atlético Latino, el domingo 18 de diciembre venciendo 5 goles a 2 al Oriente, el 1 de enero en un empate de 1 a 1 contra el Nacional, el 22 de enero un 2 a 0 contra el Reforma, el 1 a 0 al Colón el 5 de febrero, y una increíble derrota 2 a 1 con el Alianza el 4 de marzo, partido que de haberse ganado por los rayados hubieran obtenido la copa de forma automática.
Después de la derrota del Guadalajara, el Nacional aprovechó para ganarle al Colón por marcador de 3 goles a 1 y colocarse en primer lugar con 12 puntos, pero aún faltándole un partido por disputar al Guadalajara. El 18 de marzo de 1928 en el campo Guadalajara con las tribunas hasta los topes el señor Felipe Martínez Sandoval dio el silbatazo final del partido preliminar entre el Latino y el Alianza, y salieron al campo los jugadores del partido estelar Guadalajara contra Oro, resultando ganador los rayados por marcador de tres goles a uno, ante la locura de su gente que paseó en hombros a los héroes Fausto Prieto, J. Jesús Arias, Daniel "Chompas" Huerta, Eliseo Orozco, Ignacio "Calavera" Ávila, Isidoro Rodríguez, Anastasio Prieto, J. Jesús Herrera, Gabriel Aceves, González y Luis "Pichojos" Pérez.
Así se dio cerrojo al campeonato oficial 1927-1928 con la coronación guadalajarista, pesando bastante en la contabilidad del Nacional el punto perdido por violación a la normas en el partido contra el Reforma.
El estruendoso grito unánime de la fanaticada honrando la coronación rojiblanca después de vencer al Oro por tres goles a uno la tarde del domingo 18 de marzo, no solamente se escuchó en el propio patio rayado, sino en todos los rincones de las bellas residencias de la Colonia Reforma, quienes celebraron el regreso a un título después del dominio impuesto por el Nacional. Los jóvenes de fútbol no fueron los únicos festejados, pues las muchachas de la quinta de basquetbol y los jóvenes beisbolistas de la familia rojiblanca también habían logrado los máximos honores de la temporada.
Tabla final torneo 1927-28
| Equipo      | JJ | JG | JE | JP | PTS |
| ----------- | -- | -- | -- | -- | --- |
| Guadalajara | 8  | 6  | 1  | 1  | 13  |
| Nacional    | 8  | 5  | 2  | 1  | 12  |
| Reforma     | 8  | 5  | 1  | 2  | 11  |
| Oro         | 8  | 3  | 3  | 2  | 9   |
| Colón       | 8  | 4  | 0  | 4  | 8   |
| Alianza     | 8  | 2  | 3  | 3  | 7   |
| Atlas       | 8  | 2  | 1  | 5  | 5   |
| Oriente     | 8  | 1  | 2  | 5  | 4   |
| Latino      | 8  | 0  | 1  | 7  | 1   |

### Temporada 1928-1929: El noveno título amateur
El llamado de los federativos de la FDOA para el registro de equipos fue sorprendente, pues el día de sesión no solo se presentaron las delegaciones de los clubes participantes en el torneo anterior, es decir, Guadalajara, Nacional, Reforma, Colón, Oro, Alianza, Atlas, Oriente y Latino sino que hubo cuatro delegaciones más de los equipos Marte, Central, Normandía e Imperio. Debido al exceso de equipos, se tuvo que organizar un jurado especial para decidir quien competiría en el máximo circuito, eligiéndose al Marte y al Imperio.
Como ya era costumbre la iniciación de campeonato se dio con una gran fiesta deportiva, sin faltar el atractivo desfile de los peloteros portando sus respectivas banderas y acompañados de sus respectivas reinas. El primer duelo fue en la cancha del Guadalajara, entre los rayados contra el Reforma, y en el evento preliminar el Latino contra el Alianza.
A las 13:30 horas del domingo 11 de noviembre la afición futbolera dejó escapar sus primeros gritos de guerra vitoreando a sus ídolos, que en ordenada forma desfilaron sobre el prado, el Guadalajara lucía entre sus filas a jugadores como J. Jesús Gómez, Higinio Huerta, Eliseo Orozco, Isidoro Rodríguez, Ignacio "Calavera" Ávila, J. Jesús Aceves, Luis "Pichojos" Pérez, Anastasio Prieto, Fausto Prieto, Gabriel Aceves y Tomás Lozano "El Poeta".
El partido preliminar del Latino y el Alianza terminó con un marcador de uno a cero, a favor de los jóvenes del barrio de "las barranquitas" el Latino, y poco tiempo después iniciaría el partido estelar de la tarde, Guadalajara contrarreforma, que también terminaría con marcador de 1 a 0 a favor del Guadalajara.
Las jornadas transcurrieron, y después de varias interrupciones por partidos contra el Real España y el Sabaria, el torneo oficial volvió a su engranaje, con un panorama despejado para la causa guadalajarista que domingo a domingo se fue abriendo paso derrotando al Colón, al Reforma, al Latino, al Marte, al Alianza, al Oriente y al campeón Nacional, manteniendo el invicto.
Quedaban tres jornadas y los próximos rivales eran el Atlas, el Imperio y el Oro, si los rojinegros del Atlas lograban ganarle a los rayados le darían la oportunidad a los albiverdes del Nacional de seguir por el título, pero si el Guadalajara ganaba conseguiría virtualmente el título.
El título quedaría en manos del Guadalajara que ganaría su último partido en junio de 1929, superando a los rojinegros del Atlas y dejando al Nacional como subcampeón. Fue sin límite la alegría que reinó en la colonia Reforma, repercutiendo esto entre los empleados de los almacenes de ropa de las casas francesas, y a ese gran evento se unió el regocijo de todo el pueblo tapatío por la solución del conflicto religioso que tanta sangre de hermanos había costado en la región alteña, el día 21 de junio. La entrega del trofeo se hizo el domingo 23 de junio a las 15 horas en las instalaciones del campo Guadalajara.

### Temporada 1929-30: Décimo título y el fin de una gran generación
El domingo 17 de noviembre de 1929 el Deportivo Atlas albergó una vez más a la gente futbolera en la inauguración del campeonato oficial, con el acostumbrado jolgorio melódico de la banda de música del Estado, el ensordecedor ruido de cencerros, claxon, entre más y sobre el terreno de juego el desfile de los ocho equipos de la Primera Fuerza, Guadalajara, Atlas, Oro, Colón, Marte, Nacional y Oriente. 
El cuadro del Guadalajara estaba compuesto por Fausto Prieto, Daniel Huerta, Eliseo Orozco, Ignacio Ávila, Isidoro Rodríguez, Jesús Aceves, Miguel González, Anastasio Prieto, Filemón López, J. Jesús Herrera y Tomás Lozano. Entrando como refuerzos después, Evaristo Cárdenas, Miguel Pizano, Alfredo Ramírez y A. Casillas.
En la inauguración el Atlas superó al Oro por marcador de tres goles a cero, mientras que en el partido estelar los campeones del Guadalajara se enfrentaron al Latino, quedando empatados a un gol por bando.
El campeonato siguió sin interrupción dando inusitadas sorpresas, pues el once Latino estaba incontenible, así como el equipo del Colón, ambos codeándose con el puntero Guadalajara, acción fuera de lo ya esperado con el dominio del binomio Guadalajara-Nacional. Por lo tanto, el contingente de aficionados se reflejó en las taquillas, lo cual aprovecharon los directos de la Federación para ocupar las fechas libres fuera del campeonato oficial para programar un torneo que se le llamó "Campeonato de una tarde" el cual sería ganado por el Oro.
Los festejos navideños y de Año nuevo de 1929 paralizaron las acciones futboleras de campeonato en todas las categorías, lo cual fue aprovechado por el recién instituido grupo de reservas para oganizar un "Torneo de una Tarde", similar al efectuado por los onces de la Primera Fuerza, la anterior fecha 12 de diciembre.
El miércoles 1 de enero de 1930 fue el indicado para el evento en terrenos del Guadalajara, decretándose tiempos de 20 minutos para cada uno de los encuentros, resultando los siguientes marcadores:
|  | Cuartos de final   | Cuartos de final   |        |             | Semifinales        | Semifinales        |  |             | Final              | Final              |  |
|  | 1 de enero de 1930 | 1 de enero de 1930 |        |             | 1 de enero de 1930 | 1 de enero de 1930 |  |             | 1 de enero de 1930 | 1 de enero de 1930 |  |
|  |                    |                    |        |             |                    |                    |  |             |                    |                    |  |
|  |                    |                    |        |             |                    |                    |  |             |                    |                    |  |
|  | Latino             | 1                  |        |             |                    |                    |  |             |                    |                    |  |
|  | Latino             | 1                  |        |             |                    |                    |  |             |                    |                    |  |
|  | Colón              | 0                  |        |             |                    |                    |  |             |                    |                    |  |
|  | Colón              | 0                  |        | Latino      | 1                  |                    |  |             |                    |                    |  |
|  |                    |                    |        | Latino      | 1                  |                    |  |             |                    |                    |  |
|  |                    |                    | Atlas  | 0           |                    |                    |  |             |                    |                    |  |
|  | Atlas              | 1                  | Atlas  | 0           |                    |                    |  |             |                    |                    |  |
|  | Atlas              | 1                  |        |             |                    |                    |  |             |                    |                    |  |
|  | Marte              | 0                  |        |             |                    |                    |  |             |                    |                    |  |
|  | Marte              | 0                  |        |             |                    |                    |  | Guadalajara | 3                  |                    |  |
|  |                    |                    |        |             |                    |                    |  | Guadalajara | 3                  |                    |  |
|  |                    |                    | Latino | 0           |                    |                    |  |             |                    |                    |  |
|  | Oro                | 2                  | Latino | 0           |                    |                    |  |             |                    |                    |  |
|  | Oro                | 2                  |        |             |                    |                    |  |             |                    |                    |  |
|  | Oriente            | 0                  |        |             |                    |                    |  |             |                    |                    |  |
|  | Oriente            | 0                  |        | Guadalajara | 1                  |                    |  |             |                    |                    |  |
|  |                    |                    |        | Guadalajara | 1                  |                    |  |             |                    |                    |  |
|  |                    |                    | Oro    | 0           |                    |                    |  |             |                    |                    |  |
|  | Guadalajara        | 1                  | Oro    | 0           |                    |                    |  |             |                    |                    |  |
|  | Guadalajara        | 1                  |        |             |                    |                    |  |             |                    |                    |  |
|  | Nacional           | 0                  |        |             |                    |                    |  |             |                    |                    |  |
|  | Nacional           | 0                  |        |             |                    |                    |  |             |                    |                    |  |
|  |                    |                    |        |             |                    |                    |  |             |                    |                    |  |

El Guadalajara se coronó campeón de una tarde de reservas, y así daba motivación al primer equipo para salir campeón nuevamente. Al finalizar la primera vuelta la tabla de posiciones estaba encabezada por el Guadalajara y el Colón con 10 puntos, seguidos en orden por el Atlas y Latino con 9 puntos, después el Nacional con 8 puntos, el Marte con 5, el Oro con 3 y el Oriente con 2 puntos.
Pocas semanas después de iniciarse la segunda vuelta la punta fue compartida por el Guadalajara, Nacional, Atlas y Colón, pero ni los rojinegros del Atlas ni los albos del Colón supieron aprovechar las bajas que causaron varios jugadores del Guadalajara y Nacional que asistieron como refuerzos del Marte de la Ciudad de México, "La Yegua" Camarena y "Titlas" Valencia de los albiverdes y "Calavera" Ávila y "Poeta" Lozano de los rojiblancos partieron de las filas de sus respectivos equipos, cuatro jugadores de fama y categoría que después harían historia en la liga amateur del Distrito Federal.
El torneo llegó a la recta final con empate en 19 puntos entre los del Guadalajara y el Nacional, por lo tanto el desempate se programó en una serie de tres cotejos. El primer encuentro de la serie se jugó el 29 de junio de 1930 resultando vencedor el Guadalajara por marcador de 4 goles a 1.
Ocho días después, el 6 de julio se jugó el segundo encuentro, y con este la coronación del Guadalajara al derrotar cuatro goles a cero al conjunto nacionalista, con goles de Anastasio Prieto, Juan Navarro, el "Chato" Aceves y el "Sanchito" Herrera.
Tabla final torneo 1929-30
| Equipo      | JJ | JG | JE | JP | PTS |
| ----------- | -- | -- | -- | -- | --- |
| Guadalajara | 14 | 8  | 3  | 3  | 19  |
| Nacional    | 14 | 8  | 3  | 3  | 19  |
| Colón       | 14 | 6  | 4  | 4  | 16  |
| Atlas       | 14 | 6  | 4  | 4  | 16  |
| Marte       | 14 | 6  | 3  | 5  | 15  |
| Latino      | 14 | 4  | 4  | 6  | 12  |
| Oro         | 14 | 3  | 4  | 7  | 10  |
| Oriente     | 14 | 1  | 3  | 10 | 5   |

## Encuentros internacionales
Fueron varios los encuentros internacionales que libró el Guadalajara durante la época amateur, entre los más recordados se encuentra la serie contra el Colo-Colo de Chile en 1927, la serie contra el Sabaria de Hungría que visitó la perla tapatía en marzo de 1929, y aquella contra el Audax Italiano en 1933. 
El Colo-Colo campeón de Chile en 1927 viajó a la ciudad de Guadalajara para una serie de encuentros frente al Guadalajara y Atlas. La presentación se dio el martes 1 de marzo de 1927, en esta ocasión tanto rojiblancos como rojinegros se unieron en un combinado para enfrentar a los chilenos.
La alineación quedó de la siguiente manera: Fausto Prieto, Juan José "Lico" Cortina, Luis Fierros, J. Jesús Guerrero, Jesús Aceves, A. Delgado, Abraham González, Anastasio Prieto, Lorenzo Camarena, J. Gómez y L. Corvera. El encuentro finalizó con un 4-1 a favor de los visitantes.
En abril de 1933, una combinación de jugadores del Nacional y Guadalajara recibió al Audax de Chile, que se ostentaba como campeón sudamericano y venía de una gira por Ecuador y Perú. En Perú solo perdió un partido contra el Alianza-Lima y a México llegó el 3 de marzo, empezando su gira por el país con un encuentro frente al América. Al finalizar la gira derrotó al América, Necaxa, España y Atlante, perdiendo solo con el Asturias.
Después de llegar a Guadalajara, el Audax resultaba favorito, pero el resultado final fue un empate de 2-2. A falta de desempate, la copa en disputa se partió a la mitad y así tanto el Combinado como el Audax se quedó con una parte del trofeo. Los representantes del Guadalajara en el partido fueron: Piz Salcido, "Poeta" Lozano, "Pato" Ortega y el capitán Fausto Quirarte.
Después del partido el equipo chileno continuó su gira por Guatemala, Honduras, El Salvador y Costa Rica. Como dato curioso, en esta gira vino con el equipo chileno Nemesio Tamayo, defensor que tiempo más adelante se convertiría en el primer entrenador del Guadalajara en la liga profesional, entrando en sustitución de Fausto Prieto que había entrenado a los jugadores durante el torneo de Copa.